# Kristus uppstånden
Kristus uppstånden är en psalm med text skriven 1971 av Anders Frostenson. Musiken är en tysk skottvers från 1100-talet. Koralsatsen är skriven 1608 av Hans Leo Hassler. Texten bygger på Första Korintierbrevet 15:17-20 och Johannesevangeliet 20:19-20.

## Publicerad i
- Herren Lever 1977 som nummer 875 under rubriken "Kyrkans år - Påsktiden".[1]